# Conrad Gozzo
Conrad Joseph Gozzo (New Britain (Connecticut), 6 februari 1922 – Los Angeles, 8 oktober 1964) was een Amerikaanse jazztrompettist van de swing en de amusementsmuziek en studiomuzikant.

## Biografie
Gozzo studeerde bij zijn vader, de toen beroemde trompetleraar Jimmy Gozzo. In 1938 had hij zijn eerste baan in de Isham Jones-band. Daarna speelde hij met Red Norvo, Johnnie Scat Davis, in 1939-1941 in de band van Bob Chester, in 1941/1942 met Claude Thornhill en drie maanden in de band van Benny Goodman. Tijdens de Tweede Wereldoorlog speelde hij in de marineband van Artie Shaw. Na de oorlog was hij weer bij Goodman en in 1946 in de eerste 'kudde' van Woody Herman. Hij speelde met Boyd Raeburn en Tex Beneke, voordat hij zich in 1947 in Los Angeles vestigde. Daar speelde hij vier en een half jaar in radioprogramma's met Bob Crosby. Hij was later een veelgevraagde studiomuzikant en lid van het NBC Hollywood Orchestra. Hij verscheen in tal van tv-shows, waaronder de Dinah Shore Show, was te horen als leadtrompettist en als een solist in de soundtrack van talrijke films (waaronder Ben Hur (1959), Benny Goodman Story, Glenn Miller Story en Cleopatra), onder anderen met Frank Sinatra en Dean Martin (zowel op zijn platen alsook regelmatig gedurende ten minste de eerste drie dagen in hun shows in Las Vegas), op de opnamen van zijn vriend Henry Mancini, met Stan Kenton, Les Brown, Ray Anthony, Ray Conniff, Red Skelton en vele anderen.
Zijn bijnaam was 'Gopher' (grondeekhoorn), bijvoorbeeld vereeuwigd in zijn compositie Gopher Mambo voor The Frontpage van Billy Wilder. Een andere bijnaam was 'The Goz'. Hij speelde bijvoorbeeld ook in The Complete Harry James op Hi-Fi (1955/1956, naast James zelf). Gozzo zelf maakte slechts het ene album Gozz the Great in 1955 voor Victor Records. Hij trouwde met de zangeres van de bigband van Claude Thornhill, Betty Clare, met wie hij twee kinderen had.

## Overlijden
Conrad Gozzo overleed in oktober 1964 op 42-jarige leeftijd aan een hartinfarct.